# 헤미아세탈

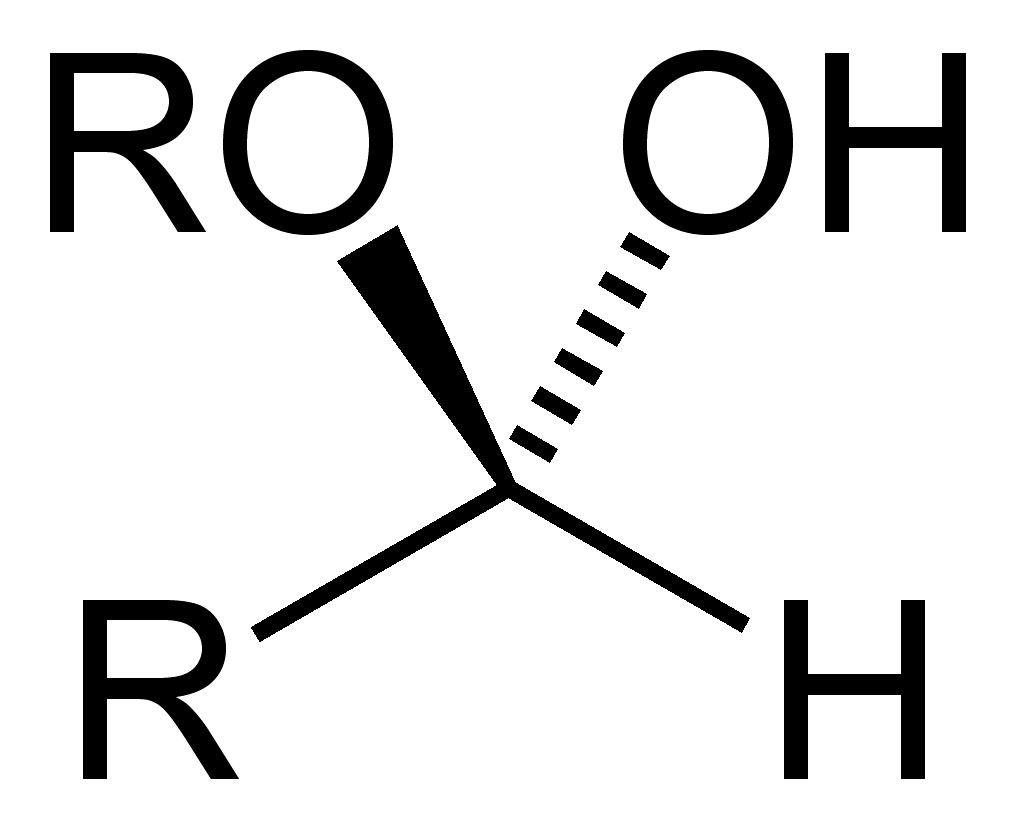
헤미아세탈의 골격구조식

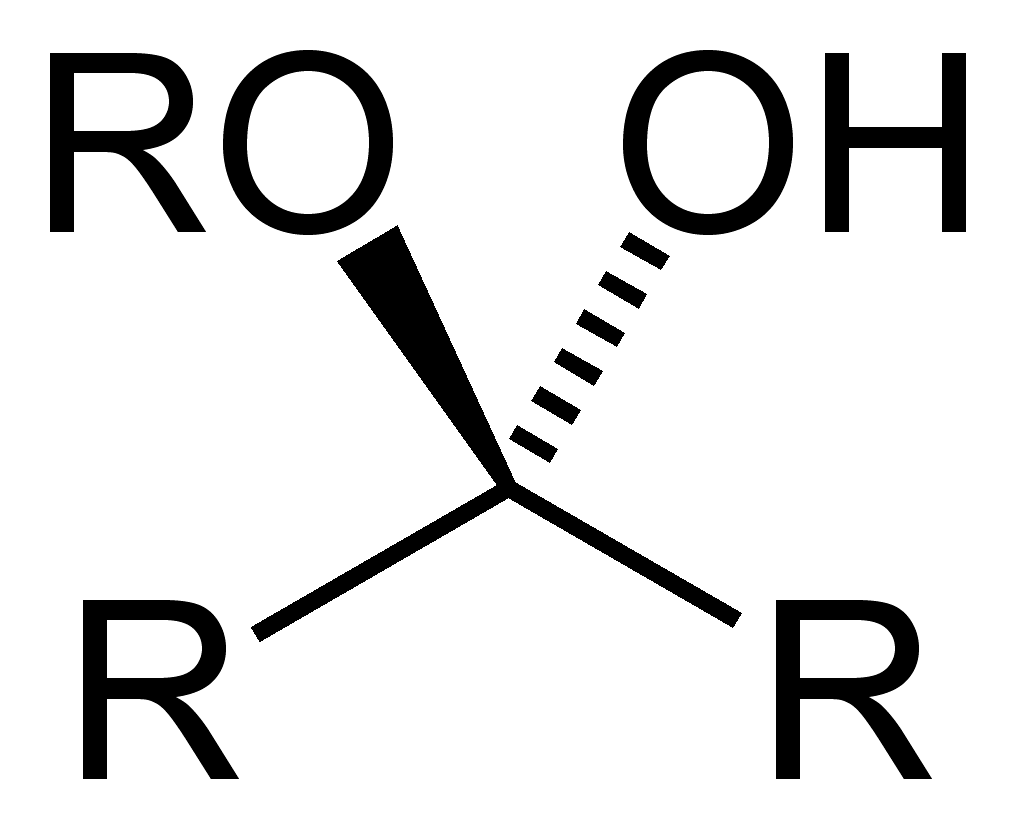
헤미케탈

헤미아세탈(영어: hemiacetal) 혹은 헤미케탈(영어: hemiketal)은 알데하이드 또는 케톤 화합물에서 유도된 화합물의 군이다. 헤미(hèmi)는 그리스어로 반(half)를 뜻한다. 카보닐기에 알코올이 첨가되는 반응에서 생성된다.
하이드록실기가 알콕시기로 2차 치환될 경우, 아세탈 혹은 케탈이 된다.

## 형성 과정
헤미아세탈의 화학식은 보통 R1R2C(OH)OR,이다. R1와 R2는 보통 수소며, 산소와 결합한 R은 수소가 아닌 경우가 많다.
IUPAC의 정의에 의하면, 헤미아세탈의 R1와 R2는 수소일 수도 있고 아닐 수도 있지만 헤미케탈은 R군 중 수소를 포함하지 않는다. 이러한 이유로 헤미케탈은 헤미아세탈의 범위에 속하는 것으로 간주한다.
|                       |
| 헤미아세탈의 형성과정 |
|                       |
| 헤미케탈의 형성과정   |

### 고리형 헤미아세탈과 고리형 헤미케탈
헤미아세탈과 헤미케탈은 일반적으로는 불안정한 화합물이다. 그러나 일부 경우에는 안정한 고리형 헤미아세탈과 고리형 헤미케탈을 형성하는데, 이를 락톨이라 한다.
또,고리형은 5개나 6개의 탄소원자로 이루어진 헤미아세탈일 때 잘 만들어진다. 이 경우, 고리분자 내의 히드록시기가 카보닐기와 반응하게 된다.
글루코스와 많은 종류의 다른 알도스들은 고리형 헤미아세탈의 형태로 존재한다. 반면 과당 및 과당과 유사한 케토스류는 고리형 헤미케탈 형태로 존재한다.

### 합성
헤미아세탈은 다음과 같은 유기합성법을 이용하여 만들어진다.
- 알데히드의 카보닐기에 알코올을 친핵성 첨가 반응 시킨다.
- 안정된 공명형태의 헤미아세탈의 양성자에 알코올을 친핵성 첨가 반응 시킨다.
- 아세탈을 부분 가수분해한다.

### 반응
헤미아세탈과 헤미케탈은 알데히드와 케톤, 알코올의 반응으로 아세탈 혹은 케탈이 형성되는 중간에 만들어지는 것으로 여겨진다.
-C=O + 2 ROH ⇌ -C(OH)(OR) + ROH ⇌ -C(OR)2 + H2O
헤미아세탈은 산성 상태에서 알코올과 반응하여 아세탈을 만들 수도 있고, 알데히드와 알코올로 분해할 수도 있다.
- 헤미아세탈 + 과잉 알코올 + 산 (촉매) ↔ 아세탈+ 물

알데히드는 R-CH(OH)2를 수화시켜 평형상태일 때 물에 낮은 농도로 용해된다. 이와 비슷하게 과잉의 알코올에서는 용액안에 알데히드와 헤미아세탈, 아세탈이 모두 용해되어 있다.
헤미아세탈은 알코올의 히드록시기가 탄소의 C=O 결합에 더해져 만들어지며 아세탈은 산의 촉매반응에 의해 치환된 결과물이다. 산이 첨가되면 히드록시기의 수용량이 많아지고 알콕시기(-OR)로의 치환이 가능해진다. 헤미아세탈이 아세탈로 전환되는 과정은 SN1 반응을 따른다.

## 같이 보기
- 디하이드로아스코르브산